# Besnik Mustafaj
Besnik Mustafaj Place Bellecour, né le 4 septembre 1958, est un écrivain et homme politique albanais. Il vit à Tirana en Albanie.

## Biographie
Besnik Mustafaj est né à Bajram Curri dans la région de Tropojë au nord de l'Albanie. Il étudie la langue française à l'Université de Tirana. Il décide très jeune de devenir écrivain et publie son premier recueil de poésie à l'âge de 18 ans. 
À partir de 1989, il joue un rôle important dans le processus de démocratisation en Albanie. Il est membre fondateur du parti démocratique (premier parti d'opposition) et est élu député lors des premières élections libres en mars 1991.
En 1992, ses premiers livres sont traduits en français et publiés chez Actes Sud. Au même moment, il devient ambassadeur d'Albanie à Paris, où il mène une vie littéraire intense en plus de la diplomatie. Il publie successivement plusieurs livres : des romans, un essai et une pièce de théâtre qui a été créée au Dôme-théâtre d'Albertville.
Au changement de gouvernement, après les élections de 1997, il démissionne de son poste d'ambassadeur et rentre à Tirana où il crée la maison d'édition Ora, il traduit en albanais la poésie de Nazim Hikmet, et se consacre surtout à la politique de son pays.
Durant ces années d'intense participation à la vie politique de son pays en tant que responsables des affaires étrangères du « Partia Demokratike » (premier parti d'opposition créé à la chute de la dictature communiste, il traduit en albanais le livre « Penser L'Europe » d'Edgar Morin. Européen convaincu il a œuvré pour l'adhésion de l'Albanie à l'Union européenne. 
Le 11 septembre 2005, il devient ministre des Affaires étrangères, puis il démissionne le 24 avril 2007.
Depuis 2009, il renonce à toute vie politique active et se consacre à son métier d'écrivain. À l'automne 2013 parait à Tirana son roman : Autoportret me teleskop  (Un autoportrait au télescope). 
À l'automne 2014, il publie chez le même éditeur (Botimet Toena) : Bishti i kometës (La queue de la comète) et à l'automne 2016 : Ëndrra e doktorit (Le rêve du docteur).
En 2009, il fonde "le Forum Albanais pour l'Alliance des Civilisations" afin de promouvoir en dehors de l'Albanie le modèle de tolérance et d'entente religieuse qui prévaut en Albanie depuis des siècles. 
Il est également membre du conseil d'administration de la Fondation Chirac.

## Œuvres traduites en français
- Un été sans retour, (Vera pa kthim) roman (trad. de l'albanais par Christiane Montécot), Arles, Actes Sud, 1992  (ISBN 9782868698155)
- Entre crimes et mirages, l'Albanie, essai, 1992
- Les cigales de la canicule, (Gjinkallat e vapës) roman (trad. de l'albanais par Christiane Montécot), Arles, Actes Sud, 1993  (ISBN 2-86869-996-0)
- Petite saga carcérale, (Një saga e vogël) roman (trad. de l'albanais par Élisabeth Chabuel), Arles, Actes Sud, 1994  (ISBN 9782742702367)
- Le tambour de papier, (Daullja prej letre) roman (trad. de l'albanais par Élisabeth Chabuel), Arles, Actes Sud, 1996  (ISBN 9782742708789)
- Pages réservées: Un Albanais à Paris, journal (trad. de l'albanais par Élisabeth Chabuel, Nestlo Mustafic, Mirela Kumbaro, etc., Grasset, 1996   (ISBN 978-2-246-50021-6)
- Doruntine fille-sœur (Doruntina, motra-bijë), texte dramatique (trad. de l'albanais par Élisabeth Chabuel), Arles, Actes Sud, 1997  (ISBN 2-7427-1344-1)
- Le vide (Boshi), roman (trad. de l'albanais par Élisabeth Chabuel) Paris Albin Michel, coll. «Les grandes traductions», 1999  (ISBN 9782226107954)